# Sebastian Svärd
Sebastian Steve Qvacoe Cann-Svärd (ur. 15 stycznia 1983 w Hvidovre) – duński piłkarz grający na pozycji pomocnika, od 2013 występuje w Syrianska FC